# Xuân Giang, Ninh Bình
	Xuân Giang		là một xã thuộc tỉnh Ninh Bình, Việt Nam. Trụ sở xã nằm cách phường Hoa Lư - trung tâm tỉnh lỵ Ninh Bình 50 km về phía Đông.		
Theo Nghị quyết số 1674/NQ-UBTVQH15 ngày 16/6/2025 về sắp xếp các đơn vị hành chính cấp xã của tỉnh Ninh Bình năm 2025, 	sắp xếp các xã Xuân Tân, Xuân Phú và Xuân Giang thành xã mới có tên gọi là xã Xuân Giang.	
Xã Xuân Giang	có diện tích:	32,04 km², 	dân số:	46.053	người, mật độ dân số: 	1437	người/km². 	Đây là đơn vị có diện tích xếp thứ:	33	, số dân xếp thứ: 	13	và mật độ dân số xếp thứ: 	37	trong số 129 xã, phường ở Ninh Bình.
Xã này nằm trên Đường cao tốc Ninh Bình – Hải Phòng, và cũng là nơi có sông Hồng chảy qua.

## Địa lý
Xã Xuân Giang có diện tích 14,79 km², dân số năm 2022 là 25.324 người, mật độ dân số đạt 1.712 người/km².

## Lịch sử
Ngày 23 tháng 7 năm 2024, Ủy ban Thường vụ Quốc hội ban hành Nghị quyết số 1104/NQ-UBTVQH15 về việc sắp xếp đơn vị hành chính cấp huyện, cấp xã trên địa bàn tỉnh Nam Định (nghị quyết có hiệu lực từ ngày 1 tháng 9 năm 2024). Theo đó, thành lập xã Xuân Giang trên cơ sở toàn bộ diện tích tự nhiên là 5,27 km², quy mô dân số là 8.461 người của xã Xuân Đài; toàn bộ diện tích tự nhiên là 5,94 km², quy mô dân số là 11.080 người của xã Xuân Phong và toàn bộ diện tích tự nhiên là 3,58 km², quy mô dân số là 5.783 người của xã Xuân Thuỷ.
Sau khi thành lập, xã Xuân Giang có diện tích tự nhiên là 14,79 km² và quy mô dân số là 25.324 người.